# Річард Стеббінс
Річард Вон Стеббінс (англ. Richard Vaughn Stebbins; нар. 14 червня 1945) — американський легкоатлет, який спеціалізувався в бігу на короткі дистанції.

## Із життєпису
Олімпійський чемпіон в естафеті 4×100 метрів (1964).
7-е місце у бігу на 200 метрів на Олімпіаді-1964.
Ексрекордсмен світу в естафеті 4×100 метрів.
По завершенні спортивної кар'єри працював шкільним викладачем гуманітарних дисциплін у Меріленді.

## Основні міжнародні виступи
| Рік  | Змагання         | Місто   | Місце            | Дисципліна | Примітки         |
| ---- | ---------------- | ------- | ---------------- | ---------- | ---------------- |
| 1964 | Олімпійські ігри | Токіо   | 7                | 200 м      | Відео на YouTube |
| 1964 | 1                | 4×100 м | Відео на YouTube |            |                  |